# Języki południowo-zachodnioirańskie
Języki południowo-zachodnioirańskie – jedna z czterech podgrup językowych w obrębie języków irańskich.

## Klasyfikacja wewnętrzna

### Klasyfikacja Merritta Ruhlena
Języki irańskie
- Języki zachodnioirańskie
  - Języki północno-zachodnioirańskie
  - Języki południowo-zachodnioirańskie
    - Języki perskie
      - Język staroperski†
      - Język perski
      - Język tadżycki

    - Języki tackie
      - Język tacki

    - Języki fars
      - Język fars
      - Język lari

    - Języki luri
      - Język luri
      - Język kumzari

### Klasyfikacja Ethnologue
Języki irańskie
- Języki zachodnioirańskie
  - Języki północno-zachodnioirańskie
  - Języki południowo-zachodnioirańskie
    - Języki fars
      - Język fars
      - Język lari

    - Języki luri
      - Język bachtiarski
      - Język kumzari
      - Język luri północny
      - Język luri południowy

    - Języki perskie
      - Język aimaq
      - Język bucharski
      - Język dari
      - Język dehwari
      - Język dzhidi
      - Język hazaragi
      - Język pahlawani
      - Język perski
      - Język tadżycki

    - Języki tackie
      - Język tacki (islamski)
      - Język judeo-tacki